# Omar Wehbe

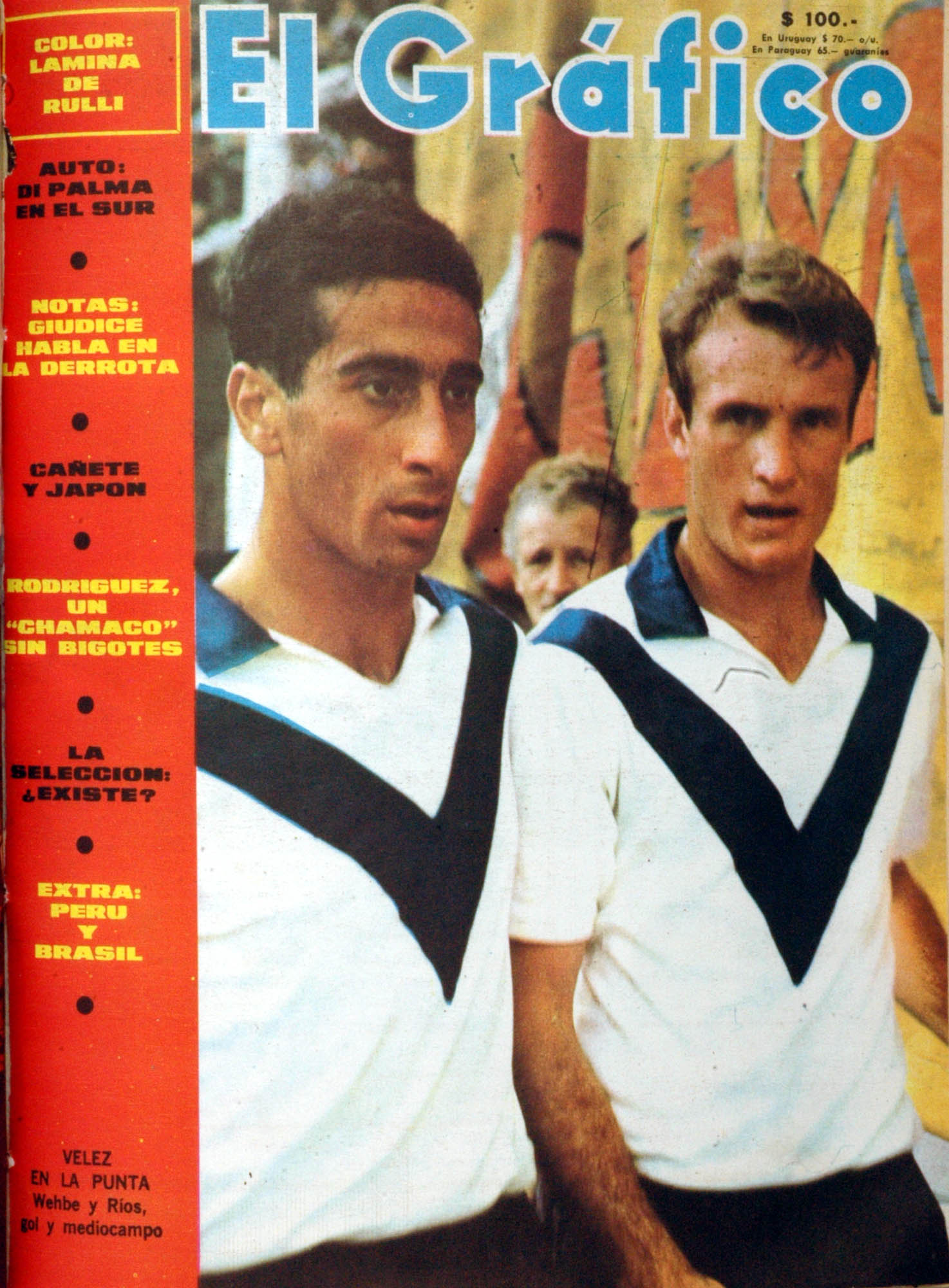
Wehbe y Ríos. Periódico El Grafico de 15 de Abril de 1969. Edição 2584.

Omar Wehbe - em árabe, وهبي عمر - (Buenos Aires, Argentina, 15 de agosto de 1944 — 2 de fevereiro de 2019) foi um ex-futebolista argentino de descendência libanesa. Era conhecido como El Turco.

## Biografia
Foi revelado nas equipes de base do Vélez Sarsfield, da Argentina, onde fez sua estréia profissional em 1965. Jogador de referência na grande área, foi o goleador máximo da equipe e do campeonato, com dezesseis gols, quando o clube ganhou o seu primeiro histórico título da divisão principal do Campeonato Argentino em 1968. Ficou no Vélez até 1970 quando se transferiu para o Chacarita Juniors, onde encerrou a carreira de jogador no ano seguinte. Uma série de contusões fez com que encerrasse a carreira prematuramente, aos 27 anos de idade. 

### Seleção Argentina
Jogou várias partidas pela Seleção Argentina entre 1967 e 1969.  

## Títulos
Vélez Sársfield
- Campeonato Argentino: 1968 (Nacional)

## Artilharia
Vélez Sársfield
- Campeonato Argentino: 16 gols - 1968 (Nacional)